# Centiron

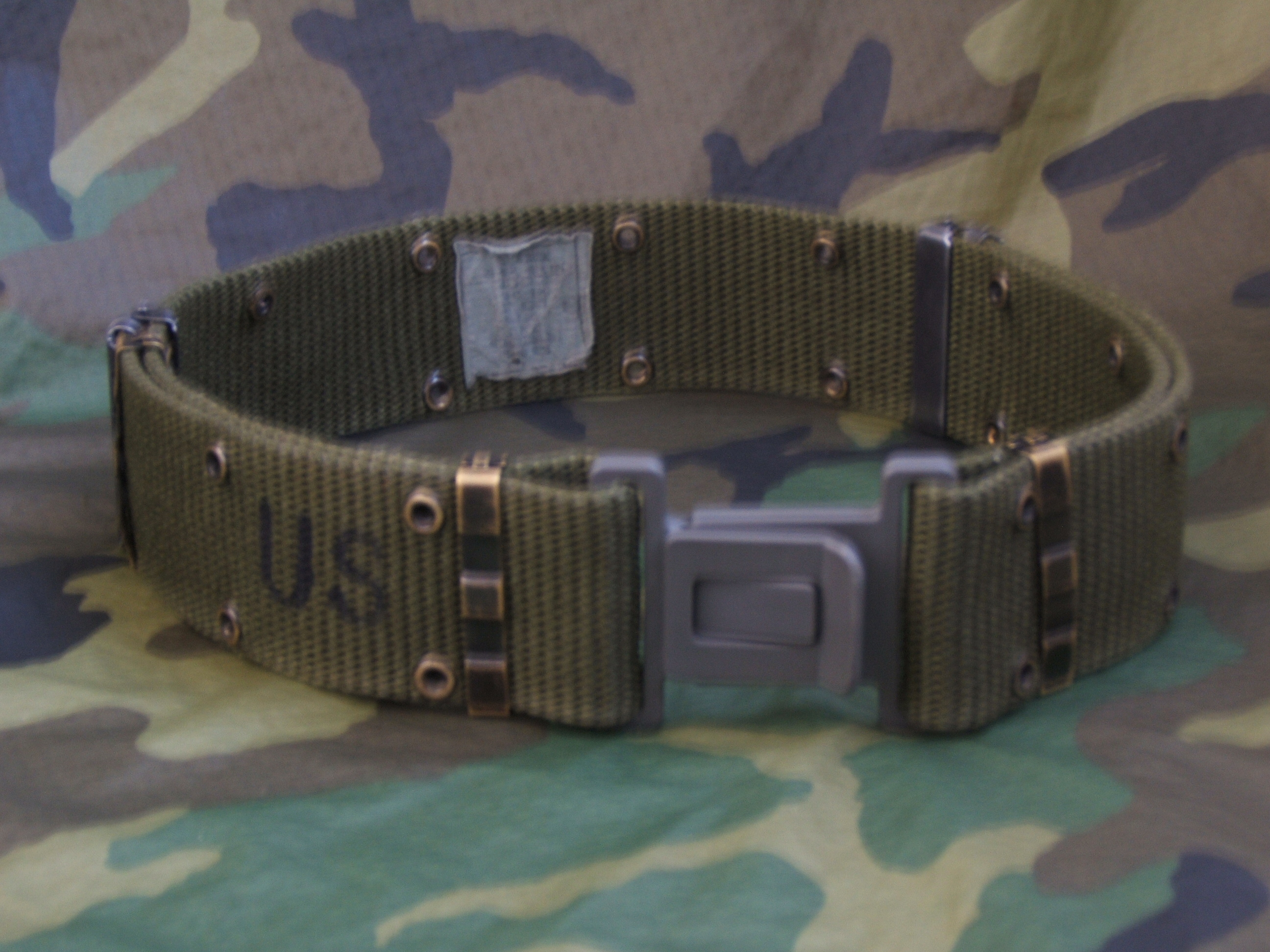
Centiron

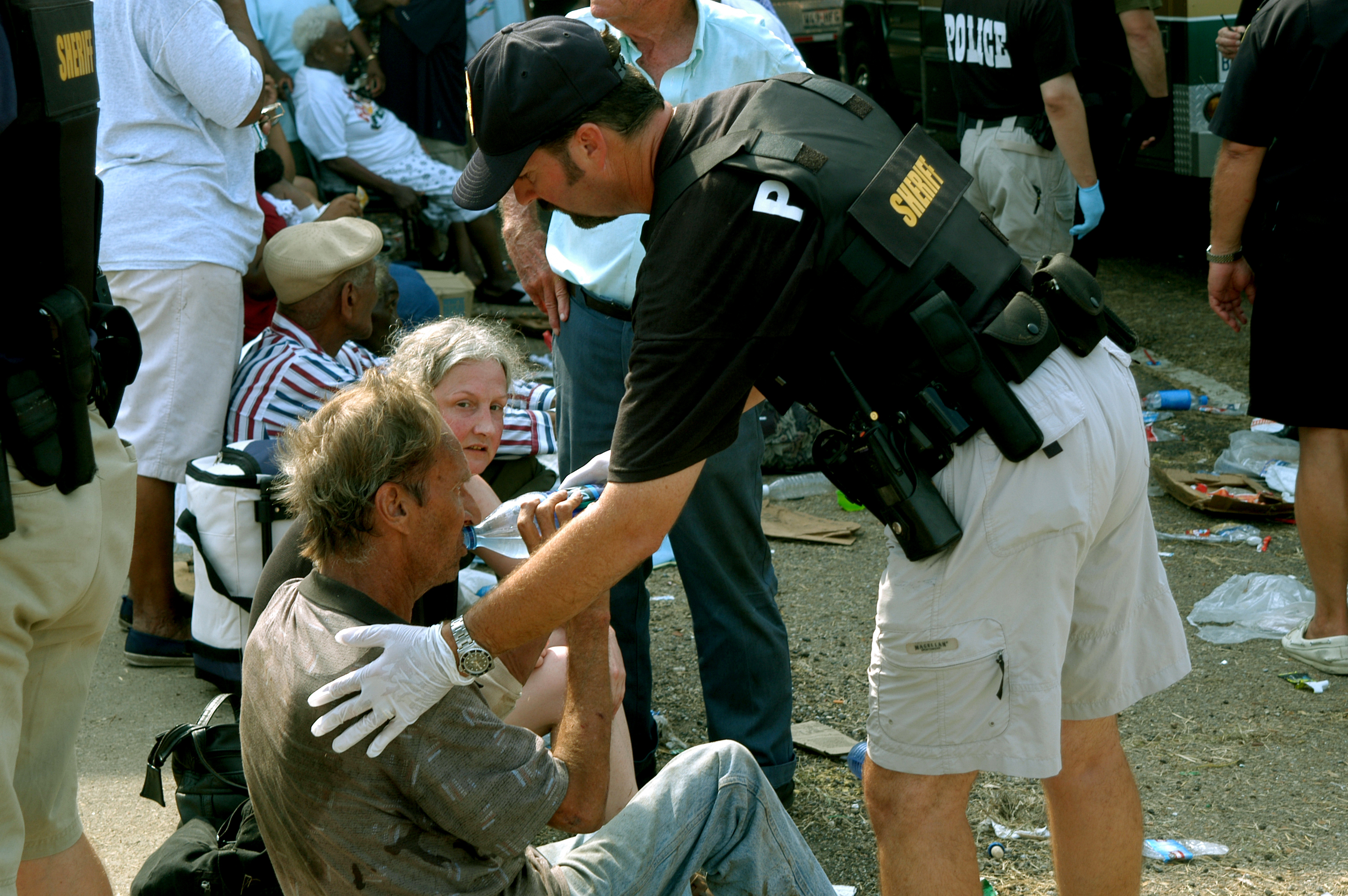
Diverse accesorii agățate de centiron

Centironul este centura care face parte din uniforma militară. Militarii agață de ea tocul armei sau alte piese de echipament. 
În trecut cavalerul primea centironul în cursul ritualului înălțării la rangul de cavaler. El se încingea cu centironul de fiecare dată când mergea la război.